# Diazotypie

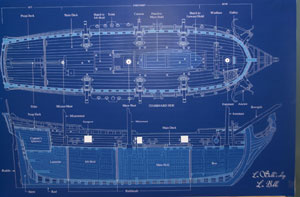
Modrák výkresu lodi

Diazotypie (dříve též diazografie) je fotografický proces a typ reprodukce papírových předloh, obvykle technických nákresů, architektonických nebo strojírenských dokumentů pomocí kontaktního procesu na fotocitlivý papír. Kopie vytvořená touto technikou se nazývá modrák (anglicky blueprint). Diazotypie byla vynalezena v 19. století a umožnila rychlou a levnou reprodukci dokumentace používané ve stavebnictví a strojírenství. Modrák je charakteristický bílými čarami na modrém pozadí, negativně vzhledem k originálu. Proces neumožňuje reprodukci barev nebo odstínů šedé. Technologie byla překonána s nástupem xerografie a skenerů.

## Historie
Proces diazotypie je v podstatě shodný s kyanotypií, kterou vyvinul britský astronom a fotograf sir John Herschel v roce 1842. Jde o fotografickou techniku využívající fotocitlivosti železitých solí, které se nanesou na papír.
Podobný postup se používal při ofsetovém tisku.
Modráky se tiskly na nejrůznější základní materiály, například len, který se však časem zmenší, dále pergamenový papír a později i různé polyesterové fólie, například mylar.

## Použití
Po téměř jedno století se diazotypie pro své nízké náklady používala ke kopírování výkresů. Našla široké uplatnění například v loďařství a při výrobě železničních lokomotiv a vozového parku.
Materiál potažený citlivou vrstvou a připravený k použití měl trvanlivost dva dny.
Kopírování probíhalo tak, že do dřevěného rámu s odpruženou zadní deskou (podobně jako je rám obrazu s předním sklem) se v temné komoře na připravený citlivý materiál položil výkres. Pak se vynesl na denní světlo a nechal se osvítit. Doba expozice trvala od asi minuty až po přibližně hodinu (při zatažené obloze). Pak se materiál odnesl z přímého světla, omyl se v tekoucí vodě, aby se odstranil nenaexponovaný povlak, a usušil se. Tak vznikla jasně čitelná kopie výkresu s bílými čarami na tmavě modrém pozadí. Tato kopie měla neomezenou odolnost vůči světlu a vodě.